# Primera División de Futsal
Primera División eller División de Honor är den spanska högstaligan i futsal. Ligan grundades 1989. Andraligan i Spanien heter Segunda División de Futsal. 

## Historia
Innan ligan grundades 1989 spelades två mästerskap i Spanien samtidigt. Man kämpade för att få en liga. Och efter år av kamp grundades ligan 1989 av två futsal klubb föreningar som hette ACEFS och ASOFU. Sedan dess har Inter Movistar vunnit flest gånger. De har vunnit 8 gånger.